# Leo Valeriano
Leo Valeriano (eigentlich Leo Di Giannantonio; * 10. Januar 1938 in Rom) ist ein italienischer Cantautore, Schauspieler und Synchronsprecher.

## Leben
Valeriano, dessen Familie aus den Abruzzen stammt, gehörte ab Mitte der 1960er Jahre zu den Liedermachern, die rechte politische Positionen in ihren Werken verarbeiteten und ausdrückten.
Nach einem Arbeitsaufenthalt in Deutschland nahm Valeriano 1965 am „Festa degli Sconosciuti“ mit dem Lied Nella valigia teil. Im römischen Varieté Il Bagaglino trat er danach viele Male auf. 1966 erschien Valerianos erste Single; im selben Jahr eröffnete er mit Pippo Franco und Tony Santagata das Kabarett „Il Cormorano“. Weitere Kabarettbeteiligungen in Rom und Neapel folgten, darunter das wegweisende, aber nur wenige Jahre aktive „Giardino dei Supplizi“. Daneben war er, vor allem von 1972 bis 1977, als Schauspieler in kleinen Rollen von Komödien und anderer Filme zu sehen. Seine Synchronarbeiten waren von vielen Engagements für Zeichentrickserien geprägt.
1997 veröffentlichte Valeriano das Buch „Un disco da leggere“.

## Filmografie (Auswahl)
- 1973: Der Schatz des Piraten (Simbad e il califfo di Bagdad)
- 1974: Herr Oberst haben eine Macke (Il colonnello Buttiglione diventa generale)
- 1977: Schieß Du… ich hol Verpflegung (Kakkientruppen)

## Veröffentlichungen
- Tempo da lupi